# Stefan I av Burgund
Stefan I av Burgund, född 1065, död 1102, var regerande pfalzgreve av Burgund från 1097 till 1102.